# طرف اللسان
يقصد بظاهرة طرف اللسان (TOT) الفشل في استدعاء كلمة ما من الذاكرة، ويصاحب ذلك استرجاع جزئي والشعور بأن استدعاء الكلمة سيكون وشيكًا. وجاءت تسمية هذه الظاهرة من قولنا «على طرف لساني.»
عادة ما يتمكن المصابون بحالة طرف اللسان من استرجاع صفة أو أكثر للكلمة المطلوبة، مثل الحرف الأول والضغط على المقطع اللفظي وكلمات مشابهة لتلك الكلمة من حيث المعنى و/أو الصوت.. وذكر بعض الأفرد الشعور بأنهم محصورون في تلك الحالة، فيشعرون بشيء يشبه اللوعة عند البحث عن الكلمة وشعور بالراحة عند العثور عليها. ورغم أنه لا تزال جوانب عديدة من حالة طرف اللسان غير واضحة، فهناك تفسيران متعارضان مهمان لشرح أسباب حدوثها، وهما وجهة الوصول المباشر ووجهة الاستنباط. فيفترض تفسير وجهة الوصول المباشر أن هذه الحالة عندما لا تكون الذاكرة قوية بما يكفي لاسترجاع عنصر ما، ولكنها قوية بما يكفي لبدء هذه الحالة. بينما يفترض تفسير وجهة الاستنباط أن هذه الحالة تحدث عندما يستنبط الشخص معرفة من الكلمة المطلوبة ويحاول أن يضع إشارات الكلمة المختلفة جنبًا إلى جنب بحيث يمكن الوصول إلى تلك الإشارات في الذاكرة. ويؤدي الاستدعاء المستحث بالشعور غالبًا إلى زيادة معدل حدوث حالة ذروة اللسان أكثر من الاستدعاء المحايد شعوريًا، مثلما يحدث عن السؤال عن مكان اغتيال أحد الرموز الشهيرة بدلاً من السؤال ببساطة عن عاصمة إحدى الدول.
وينبغي التمييز بين حالات ذروة اللسان والشعور بالمعرفة. فعلى الناحية الأخرى، نجد أن الشعور بالمعرفة هو الشعور بأنك سيمكنك تمييز عنصر لا يمكنك الوصول إليها حاليًا، عندما يكون في قائمة من العناصر. ولا زال هناك حاليًا مقالات متعارضة تشرح كيفية الفصل بين الآلية المسببة لهذين المفهومين. رغم ذلك هناك بعض الأدلة التي تبين أن ظاهرة طرف اللسان والشعور بالمعرفة ينشآن من مكانين مختلفين في الدماغ. فترتبط حالة ذروة اللسان بالقشرة الحزامية الأمامية وقشرة مقدم الجبهة الظهراني الأيمن والقشرة السفلى اليمنى في حين لا يرتبط الشعور بالمعرفة بأي من ذلك.
قد يصاب الأشخاص من جميع الأعمار بحالة طرف اللسان بصورة عرضية. وتزيد وتيرة حدوث تلك الحالة بتقدم العمر. وتكون تلك الحالة حالة مرضية إذا أصبحت متكررة بصورة تعوق العملية التعليمية أو الأنشطة اليومية. ويطلق على هذا الاضطراب اسم حُبسة التسمية عندما يصاب بها الشخص نتيجة تلف الدماغ، ودائمًا ما يحدث ذلك بسبب إصابة الرأس أو سكتة أو خرف.
تنطوي ظاهرة طرف اللسان على تضمينات بحثية في مجالات علم اللغة النفسي والذاكرة والإدراك المعرفي.

## معلومات تاريخية

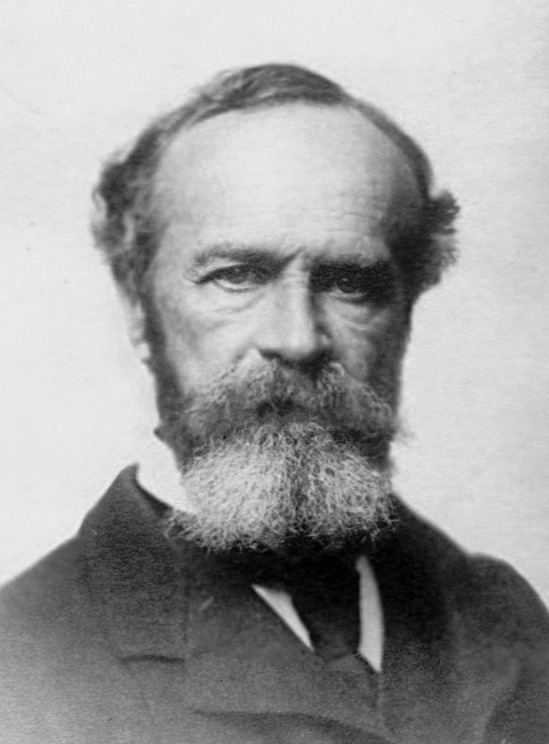
ويليام جيمس أول عالم طب نفسي يصف ظاهرة طرف اللسان رغم أنه لم يسمها بهذا المسمى

لقد اشتق مصطلح «طرف اللسان» من الاستخدام العامي. ولقد وُصفت ظاهرة طرف اللسان لأول مرة كظاهرة نفسية في كتاب مبادئ الطب النفسي لـ ويليام جيمس (1890) رغم أنه لم يسمها بهذا المسمى.
سيغموند فرويد ناقش أيضًا العوامل النفسية المتعلقة بـ العقل الباطن، مثل أفكار ودوافع العقل الباطن التي قد تسبب نسيان الكلمات المألوفة.
قام روجر براون وديفيد ماكنيل من جامعة هارفارد بأول بحث تجريبي عن ظاهرة طرف اللسان ونشراه عام 1966 في «دورية التعلم اللفظي والسلوك اللفظي» (Journal of Verbal Learning and Verbal Behavior). وكان براون وماكنيل يريدان تحديد ما إذا كان الشعور بالاستدعاء الوشيك الذي يشعر به المصاب بحالة طرف اللسان قائمًا على قدرة حقيقية على الاستدعاء أو هو مجرد وهم.